# HAL Prachand
HAL Prachand je indický lehký bitevní vrtulník vyvinutý a vyráběný státní společností Hindustan Aeronautics Limited (HAL) v programu Light Combat Helicopter (LCH). Vrtulník byl vyvinut s ohledem na nasazení v horských oblastech, neboť v Kárgilské válce roku 1999 indickým ozbrojeným silám takový vrtulník chyběl.

## Historie

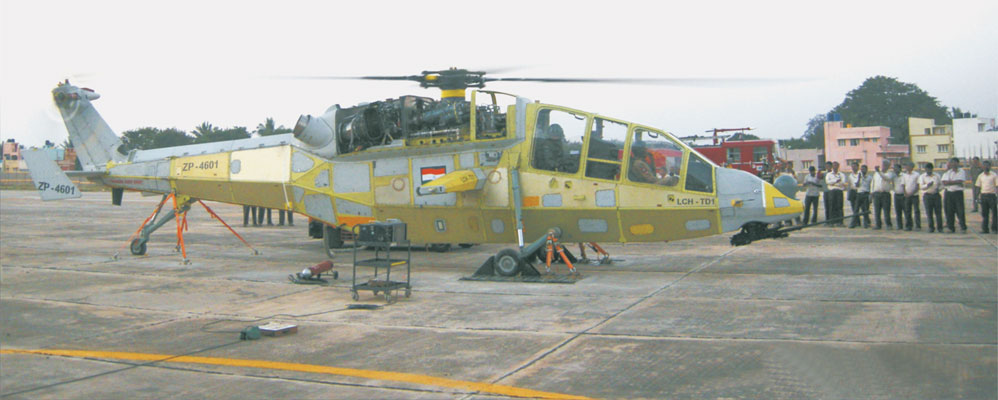
První prototyp HAL Light Combat Helicopter v roce 2010

Vývoj domácího indického bitevního vrtulníku Light Combat Helicopter (LCH) proběhl na základě požadavků indické armády a letectva. Společnost HAL vrtulník vyvinula na základě indického typu HAL Dhruv. Práce začaly roku 2006. Prototyp byl veřejnosti představen roku 2007 na veletrhu Aero India. První let prototypu proběhl 29. března 2010 v Bangalore. V březnu 2011 indické letectvo objednalo 64 vrtulníků LCH. Informaci o přijetí vrtulníku do služby ministerstvo obrany zveřejnilo v říjnu 2022.
V roce 2025 indické ministersto obrany ve dvou kontraktech objednalo dalších 156 vrtulníků Prachand, z toho 66 pro indické letectvo a 90 pro indickou armádu. Jejich dodávky mají začít roku 2028 a probíhat dalších pět let.

## Konstrukce

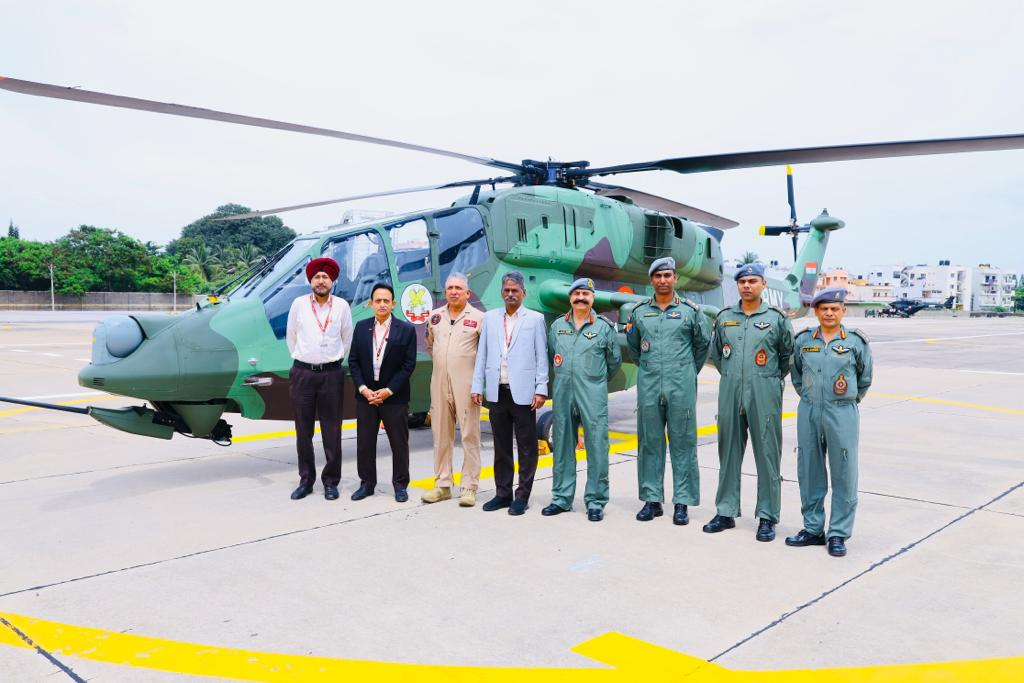
Ceremoniál přijetí do služby v roce 2022

Vrtulník má dvoučlennou posádku, která sedí v tandemovém uspořádání. Využívá moderní tzv. skleněný kokpit. Je vybaven pevným podvozkem. Pohání jej dva turbohřídelové motory HAL/Turbomeca Shakti, řízené pomocí digitálního systému FADEC. Pod přídi se nachází stabilizovaná zbraňová stanice Nexter THL-20 s trojhlavňovým 20mm kanónem M621. Další výzbroj může být podvěšena na čtyři závěsníky pod křídly na bocích trupu. Patří k ní 70mm neřízené střely Thales, střely vzduch-vzduch Mistral, protitankové řízené střely Helina (derivát protitankových střel Nag), nebo bomby.

## Uživatelé

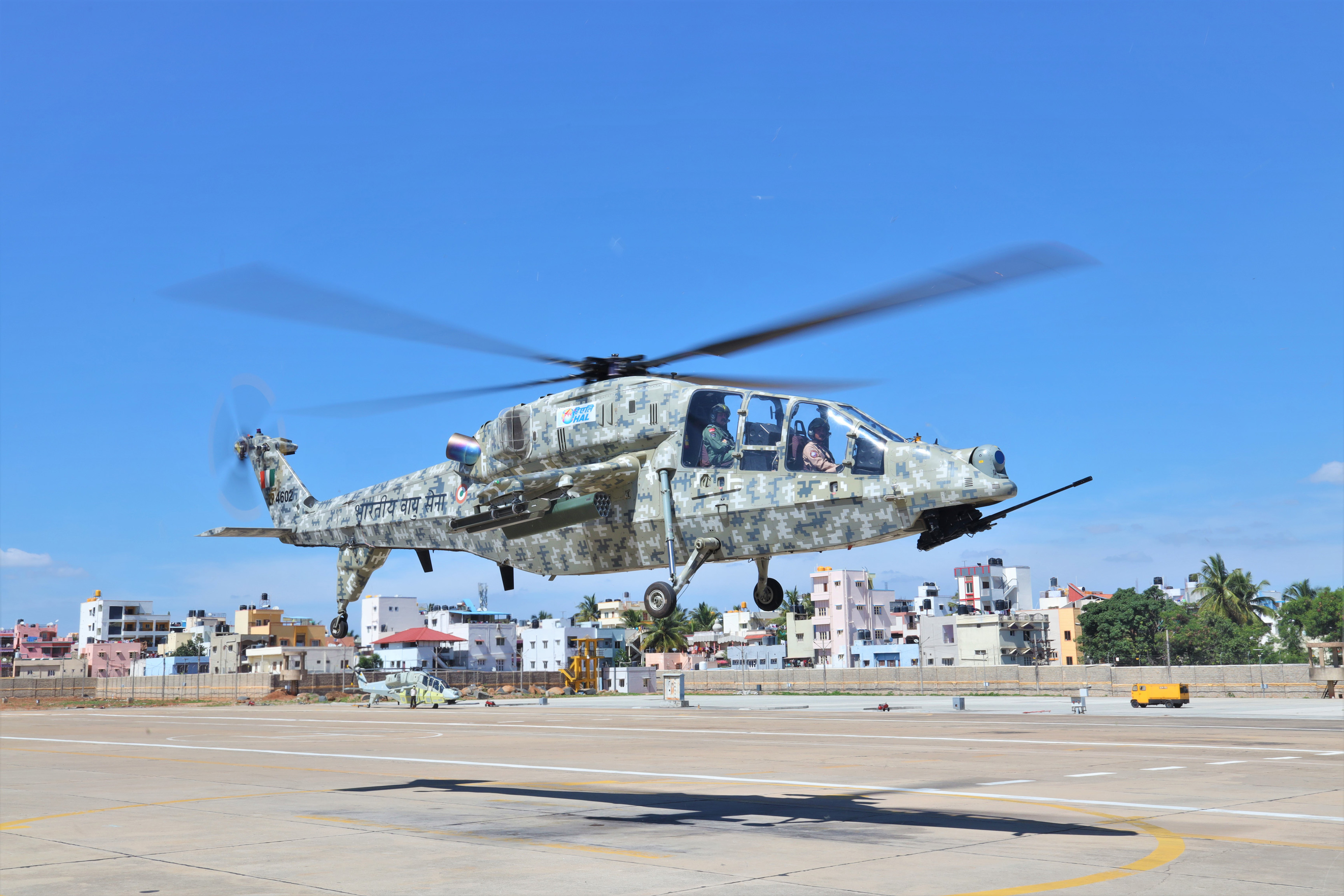
HAL Prachand

- Indie
  - Indické armádní letectvo
  - Indické letectvo

## Specifikace

### Technické údaje
- Posádka: 2
- Délka: 15,8 m
- Průměr hlavního rotoru: 13,3 m
- Výška: 4,7 m
- Hmotnost prázdného vrtulníku: 2 250 kg
- Maximální vzletová hmotnost 5 800 kg
- Pohonná jednotka: 2 × turbohřídelový motor HAL/Turbomeca Shakti, 871 kW

### Výkony
- Dolet: 700 km (přelet)
- Statický dostup: 2 743 m (6 500 m)
- Cestovní rychlost: 260 km/h
- Maximální rychlost: 275 km/h
- Rychlost stoupání: 12 m/s

### Výzbroj
- 1× 20mm kanón M621
- 4 závěsníky